# Martin Moller
Martin Moller (10 de novembro de 1547 – 2 de março de 1606) foi um místico e poeta alemão.

## Vida
Moller nasceu em Leibnitz (agora Kropstädt Wittenberg, Saxônia), em 1547 e tornou-se cantor em Löwenberg na Baixa Silésia em 1568, foi ordenado sacerdote em 1572, apesar de nunca ter frequentado a universidade, e serviu como pastor e diácono em Kesseldorf, Löwenberg e Sprottau.
Eem 1600 Foi para Görlitz, chamado por Jakob Böhme para sua congregação. Böhme era frequente nas reuniões devocionais que Moller realizava em sua casa.
É interessante notar que somente após a morte de Moller em 1606 teve início o conflito com o sacerdócio de Görlitz.

## Obra
A obra de Moller caracteriza-o como um teólogo conciliador, em vez de, como Jakob Böhme, provocar conflitos. A prática do cristianismo, não o dogma, era o importante para ele. Como tal, ele pode ser considerado como precursor de Johann Arndt.
Ele era suspeito de simpatias Crypto-calvinistas após a publicação de seu Evangeliorum Praxis em 1601 e fez pouco para refutar essas alegações. Outras obras conhecidas da literatura devocional escrita por Moller incluem Meditationes Sanctorum Patrum (1584-1591), Soliloquia de passione Jesu Christi (1587) e Magnum Mysterium (1597). Todos estes trabalhos mostram claramente como Moller foi influenciado por um outro teólogo alemão, com ligações para o misticismo, Valerius Herberger.
Ele também escreveu vários hinos, quatro dos quais sobrevivem hoje no hinário protestante alemão. Ele é, no entanto, de maior importância como fonte de material para outros escritores de hinos, e não como um compositor propriamente dito, notadamente em sua Meditationes Sanctorum Patrum, uma coleção de orações, supostamente baseada em escritos de Agostinho, Bernardo de Claraval e Anselmo de Cantuária.
A cantata Ach Gott, wie manches Herzeleid, BWV 3, de Johan Sebastian Bach, se utiliza de seu texto no 1º, 2º e 6º movimentos.